# Rodrigo Villalba
Rodrigo Javier Villalba Benítez (ur. 2 marca 2006) – paragwajski piłkarz występujący na pozycji skrzydłowego, od 2023 roku zawodnik Libertadu.